# Amphipoea intermedia
Amphipoea intermedia là một loài bướm đêm trong họ Noctuidae.